# وجاف
خوتاوى رع وجاف أحد ملوك الأسرة الثالثة عشر ويعتقد انه حكم في العام 1632 ق.م تقريبا.
عثر للملك وجاف على عدد من الآثار منها لوحة من الحجر الجيري الأبيض عثر عليها في الفنتين وتوجد بالمتحف المصري كما عثب له على قطعة من لوحة في خبيئة الكرنك وقطعة من تمثال في الكرنك وتمثال آخر في سمنة.
جاء ذكره في قائمة قاعة الأجداد المنسوبة للملك تحتمس الثالث، وأيضا في قائمة الملوك ببردية تورين كأول ملوك الأسرة الثالثة عشر ولكن العديد من الأبحاث منها بحث عالم المصريات كيم رايهورت ترى أن كاتب البردية ألتبس عليه أسم خوتاوى مع الاسم سخم رع خوتاوى الذي يعتقد أنه أسم أول ملوك الأسرة الثالثة عشر، ويعتقد كيم أنه ابن الملك أمنمحات الرابع ولكن لا يوجد ما يثبت صحة هذا الأفتراض، فكان نتيجة ذلك أن وضع أسم الملك وجاف والذي يعتقد انه من منتصف هذه الأسرة في بداية القائمة ليكون هو أول ملوك هذه الأسرة.